# ジーニョ
ジーニョ (Zinho) ことクリザン・セザル・ジ・オリヴェイラ・フィーリョ （Crizam César de Oliveira Filho 1967年6月17日 - ）は、ブラジル・リオデジャネイロ州ノヴァ・イグアス出身の元サッカー選手。サッカー指導者。現役時代のポジションはミッドフィールダー。

## クラブ経歴

### ブラジル時代
1986年にフラメンゴでキャリアデビュー。フラメンゴではジーコ、ベベット、ジョルジーニョ、レオナルドらと共にプレーした。
1993年にパルメイラスに移籍。ブラジル全国選手権を獲得するなど、主要タイトルをほぼ総なめにした。

### フリューゲルス時代
1995年、パルメイラスのチームメイトのセザール・サンパイオ、エバイールと共に日本の横浜フリューゲルスへ移籍し、ブラジルトリオ（パルメイラストリオとも）を形成。中盤のコンダクターとしてゲームメークを担い、初年度の年間順位こそ振るわなかったものの、在籍期間中に優勝を狙えるまでクラブを飛躍させた。Jリーグ初ゴールは1995年4月29日の名古屋グランパス戦、11月15日のセレッソ大阪戦では初の複数ゴールを決めた。
1996年、オタシリオ監督が就任し、ブラジルトリオが真価を発揮しだすとフリューゲルスは快進撃の勢いでリーグ中断前の15節を終えて首位で折り返す。ただ後半戦で、鹿島アントラーズ、名古屋グランパスエイトとの優勝争いの末、鹿島とは勝ち点3差、名古屋とは得失点差で競り負け、3位に終わった。22節終了時には早くも二桁アシストを記録するなど、年間を通じて多くのアシストを決め、この年のアシスト数はストイコビッチと並んでリーグ最多であった。また、このシーズン、週刊サッカーダイジェストの年間を通じての平均採点では、ジョルジーニョに次いで第2位にランクインするなど、年間を通じて高いレベルのプレーを披露した。この年の5月18日、第15節鹿島戦で決めた直接FKがJリーグ30周年ベストゴールのフリーキック部門にノミネートされた。
1997年、1stステージ、第16節清水エスパルス戦でゴールを決め4-3での勝利に貢献(このゴールがJリーグラストゴールとなった。)、最終節まで鹿島アントラーズとの激しい優勝争いの末、2ポイント及ばず、フリューゲルスはstステージ2位に終わった。3年間で通算83試合21得点の記録を残した。1997年の1stステージ終了後、ブラジル代表としてフランスW杯出場を目指すためパルメイラスに複帰。パルメイラスとの契約には、契約が切れる1999年12月にフリューゲルスが優先的に交渉出来る約定が含まれていた。本人は「必ずフリューゲルスに復帰するという約束は出来ないが、出来れば戻ってきたい。」と話していた。

### ブラジル復帰後
パルメイラスでは1999年のリベルタドーレス杯の決勝でデポルティーボ・カリをPKの末破り優勝(2ndレグではPK戦で1人目のキッカーを務めたが、これを失敗した。)、同年、パルメイラスの一員としてセザール・サンパイオらと共に日本で開催されたインターコンチネンタルカップ（通称トヨタカップ）に出場したが、試合はマンチェスター・ユナイテッドに0-1と敗れた。
その後、ブラジル国内のクラブチームを渡り歩き、2006年にUSLのマイアミFCに移籍。選手としてプレーした後は、選手兼任監督を務め、2008年に現役を引退した。

## 代表経歴
ブラジル代表としては55試合に出場し7得点を挙げた。1989年3月のエクアドル戦でフル代表デビューを果たした。1994年のアメリカW杯では全7試合にスタメン出場し、決勝のイタリア戦でも先発出場した。大会を通じ、左サイドで本来のプレースタイルとは異なるプレーを求められたが、優勝に貢献した。
パルメイラスでは好調を維持、1997年9月10日のエクアドル戦で代表に復帰、1998 CONCACAFゴールドカップでは 全5試合に先発出場したが、同年のフランスW杯への出場は叶わなかった。

## 個人成績
| 国内大会個人成績 | 国内大会個人成績 | 国内大会個人成績 | 国内大会個人成績 | 国内大会個人成績             | 国内大会個人成績 | 国内大会個人成績 | 国内大会個人成績 | 国内大会個人成績 | 国内大会個人成績 | 国内大会個人成績 | 国内大会個人成績 |
| 年度             | クラブ           | 背番号           | リーグ           | リーグ戦                     | リーグ戦         | リーグ杯         | リーグ杯         | オープン杯       | オープン杯       | 期間通算         | 期間通算         |
| 年度             | クラブ           | 背番号           | リーグ           | 出場                         | 得点             | 出場             | 得点             | 出場             | 得点             | 出場             | 得点             |
| ブラジル         | ブラジル         | ブラジル         | ブラジル         | リーグ戦                     | リーグ戦         | ブラジル杯       | ブラジル杯       | オープン杯       | オープン杯       | 期間通算         | 期間通算         |
| ---------------- | ---------------- | ---------------- | ---------------- | ---------------------------- | ---------------- | ---------------- | ---------------- | ---------------- | ---------------- | ---------------- | ---------------- |
| 1986             | フラメンゴ       |                  |                  | 23                           | 3                |                  |                  |                  |                  |                  |                  |
| 1987             | フラメンゴ       |                  |                  | 19                           | 2                |                  |                  |                  |                  |                  |                  |
| 1988             | フラメンゴ       |                  |                  | 25                           | 4                |                  |                  |                  |                  |                  |                  |
| 1989             | フラメンゴ       |                  |                  | 17                           | 0                |                  |                  |                  |                  |                  |                  |
| 1990             | フラメンゴ       |                  |                  | 18                           | 1                |                  |                  |                  |                  |                  |                  |
| 1991             | フラメンゴ       |                  |                  | 9                            | 0                |                  |                  |                  |                  |                  |                  |
| 1992             | フラメンゴ       |                  |                  | 25                           | 3                |                  |                  |                  |                  |                  |                  |
| 1993             | パルメイラス     |                  |                  | 17                           | 5                |                  |                  |                  |                  |                  |                  |
| 1994             | パルメイラス     |                  |                  | 27                           | 6                |                  |                  |                  |                  |                  |                  |
| 日本             | 日本             | 日本             | 日本             | リーグ戦                     | リーグ戦         | リーグ杯         | リーグ杯         | 天皇杯           | 天皇杯           | 期間通算         | 期間通算         |
| 1995             | 横浜F            | -                | J                | 41                           | 13               | -                | -                | 2                | 1                | 43               | 14               |
| 1996             | 横浜F            | -                | J                | 27                           | 5                | 14               | 7                | 2                | 1                | 43               | 13               |
| 1997             | 横浜F            | 10               | J                | 15                           | 3                | 6                | 1                | -                | -                | 21               | 4                |
| ブラジル         | ブラジル         | ブラジル         | ブラジル         | リーグ戦                     | リーグ戦         | ブラジル杯       | ブラジル杯       | オープン杯       | オープン杯       | 期間通算         | 期間通算         |
| 1997             | パルメイラス     |                  |                  |                              |                  |                  |                  |                  |                  |                  |                  |
| 1998             | パルメイラス     |                  |                  | 21                           | 1                |                  |                  |                  |                  |                  |                  |
| 1999             | パルメイラス     |                  |                  | 20                           | 3                |                  |                  |                  |                  |                  |                  |
| 2000             | グレミオ         |                  |                  | 24                           | 3                |                  |                  |                  |                  |                  |                  |
| 2001             | グレミオ         |                  |                  | 20                           | 4                |                  |                  |                  |                  |                  |                  |
| 2002             | パルメイラス     |                  |                  | 16                           | 2                |                  |                  |                  |                  |                  |                  |
| 2003             | クルゼイロ       |                  |                  | 31                           | 3                |                  |                  |                  |                  |                  |                  |
| 2004             | フラメンゴ       |                  |                  | 29                           | 3                |                  |                  |                  |                  |                  |                  |
| 2005             | ノヴァ・イグアス |                  |                  |                              |                  |                  |                  |                  |                  |                  |                  |
| アメリカ         | アメリカ         | アメリカ         | アメリカ         | リーグ戦                     | リーグ戦         | リーグ杯         | リーグ杯         | USオープン杯     | USオープン杯     | 期間通算         | 期間通算         |
| 2006             | マイアミ         |                  |                  |                              |                  |                  |                  |                  |                  |                  |                  |
| 2007             | マイアミ         |                  |                  |                              |                  |                  |                  |                  |                  |                  |                  |
| 通算             | ブラジル         | ブラジル         |                  | \|\|\|\|\|\|\|\|\|\|\|\|\|\| |                  |                  |                  |                  |                  |                  |                  |
| 通算             | 日本             | 日本             | J                | 83                           | 21               | 20               | 8                | 4                | 2                | 107              | 31               |
| 通算             | アメリカ         | アメリカ         |                  | \|\|\|\|\|\|\|\|\|\|\|\|\|\| |                  |                  |                  |                  |                  |                  |                  |
| 総通算           | 総通算           | 総通算           | 総通算           | \|\|\|\|\|\|\|\|\|\|\|\|\|\| |                  |                  |                  |                  |                  |                  |                  |

## 代表歴

### 出場大会
- ブラジル代表
  - 1994 FIFAワールドカップ

### 試合数
- 国際Aマッチ 55試合 7得点（1989年-1998年）[16]

| ブラジル代表 | 国際Aマッチ | 国際Aマッチ |
| 年           | 出場        | 得点        |
| ------------ | ----------- | ----------- |
| 1989         | 4           | 0           |
| 1990         | 0           | 0           |
| 1991         | 0           | 0           |
| 1992         | 7           | 1           |
| 1993         | 14          | 0           |
| 1994         | 13          | 2           |
| 1995         | 10          | 3           |
| 1996         | 0           | 0           |
| 1997         | 2           | 1           |
| 1998         | 5           | 0           |
| 通算         | 55          | 7           |